# Otto Kahn-Freund

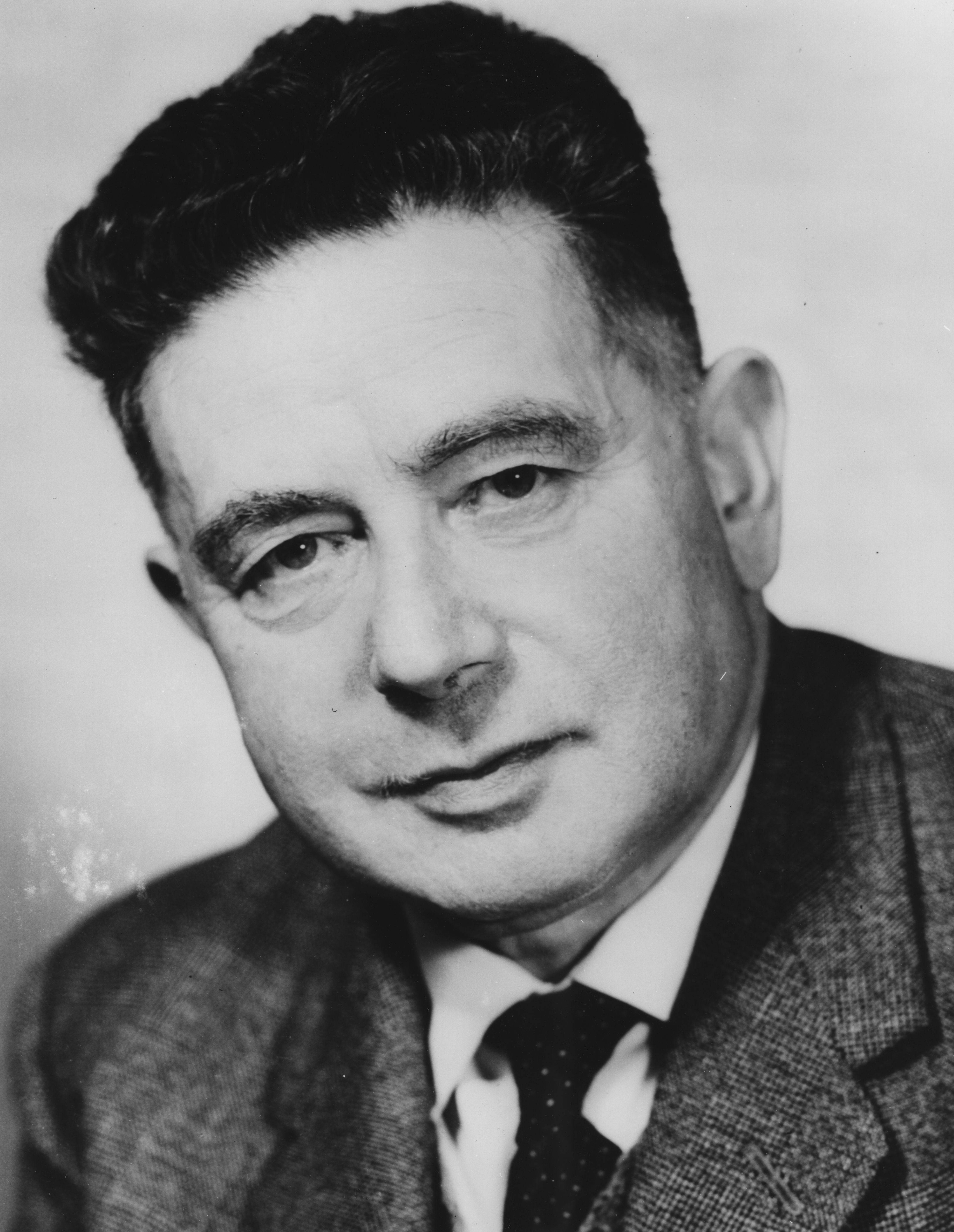
Otto Kahn-Freund, etwa 1950

Sir Otto Kahn-Freund (geb. 17. November 1900 in Frankfurt am Main; gest. 16. August 1979 in Oxford) war ein deutsch-britischer Jurist und Widerstandskämpfer gegen den Nationalsozialismus.

## Leben
Nachdem Otto Kahn-Freund am Ersten Weltkrieg teilgenommen hatte, studierte er von 1918 bis 1923 in Frankfurt am Main, Heidelberg und Leipzig Rechtswissenschaften und schloss sein Studium 1925 mit einer Promotion ab. Sein politisches und berufliches Vorbild war der sozialdemokratische Jurist Hugo Sinzheimer. Bei Sinzheimer studierte Kahn-Freund zusammen mit Franz Neumann, Hans Morgenthau, Ernst Fraenkel und Carlo Schmid.
1927 begann er eine Tätigkeit als Assessor. Im gleichen Jahr unternahm er eine Reise nach Großbritannien und in die Vereinigten Staaten von Amerika. 1928 wurde er am Berliner Arbeitsgericht zum Amtsrichter ernannt. Im Laufe seiner Tätigkeit am Gericht wurde er zum Amtsgerichtsrat befördert.
Unter seinem Vorsitz entschied am 14. März 1933 das Kammergericht Berlin einen Fall zu Ungunsten der Reichs-Rundfunk-Gesellschaft. Bei dem Verfahren handelte es sich um die fristlose Kündigung von drei technischen Mitarbeitern, von denen der Arbeitgeber vermutete, dass sie Mitglieder in der KPD gewesen seien bzw. ihr nahegestanden hätten und damit der Verdacht begründet gewesen sei, dass diese Mitarbeiter in der Zukunft Sabotageakte im Rahmen des Rundfunkprogramms ausübten bzw. duldeten.
Am 23. März 1933 wurde er nach diesem Urteil wegen „politischer Unzuverlässigkeit“ mit sofortiger Wirkung und kurze Zeit später mit dem Hinweis auf das Gesetz zur Wiederherstellung des Berufsbeamtentums aus dem Justizdienst entlassen.

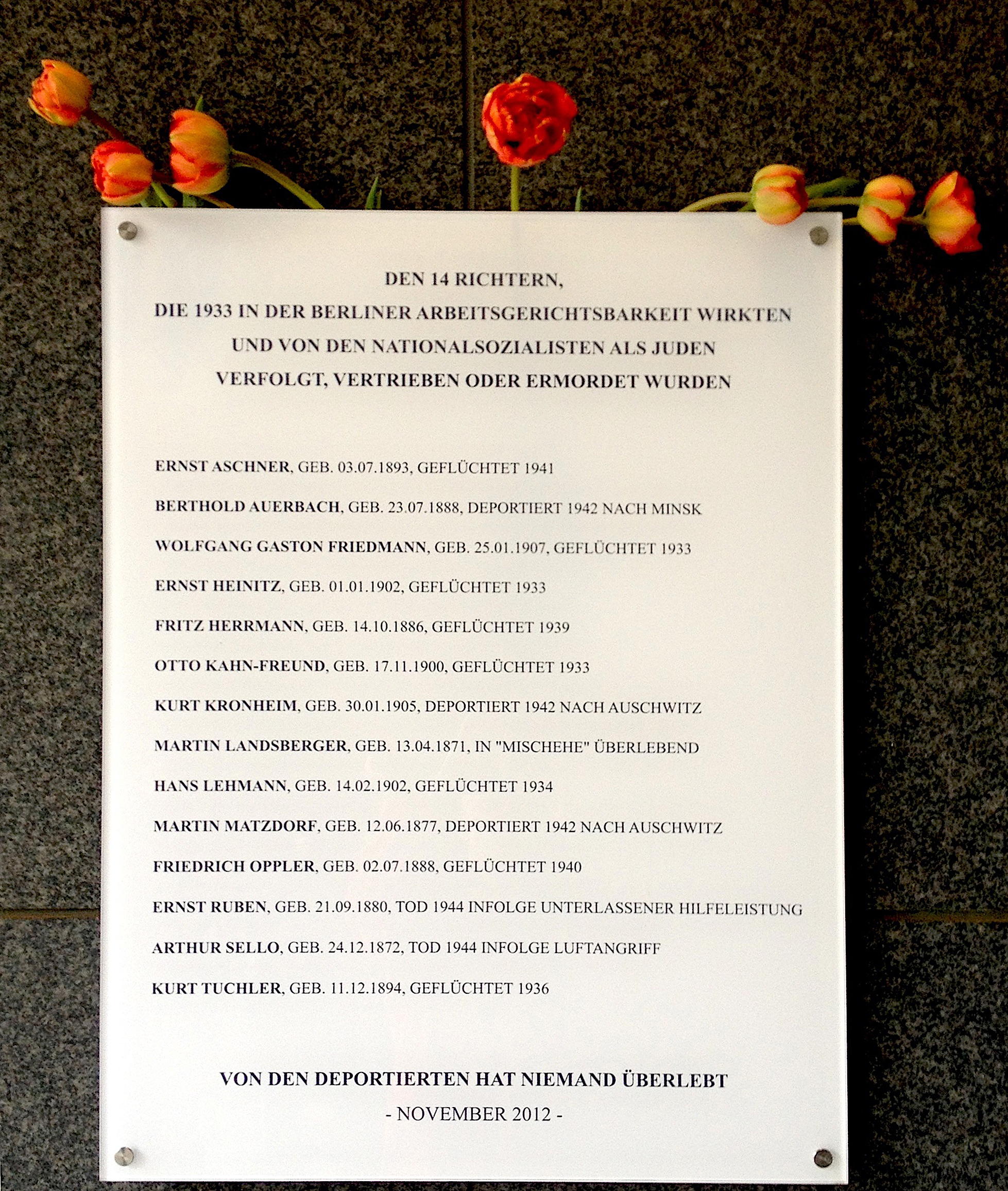
Gedenktafel zu Ehren der jüdischen Richter in der Berliner Arbeitsgerichtsbarkeit

Nachdem ein Stoßtrupp der SA sein Haus überfallen hatte, emigrierte er im Juni 1933 ins Vereinigte Königreich, wo er zunächst von seiner Familie unterstützt wurde. Er begann dort erneut ein Studium an der Universität London, wo er 1935 seinen Master of Laws absolvierte. 1936 begann er seine anwaltliche Tätigkeit im Bereich der englischen Anwaltskammer Middle Temple in London.
Bis 1939 war er Stellvertretender Vorsitzender des „Consulting Committee for German Questions“ im „International Department of the Labour Party“. Ende 1939 übernahm er zusammen mit der Soziologin Charlotte Lütkens die Leitung des Gillies-Ausschusses. 1940 wurde er deshalb von Richard Crossman zum Vorsitzenden des Komitees deutscher Emigranten zur Evaluierung der deutschen Sendungen der BBC berufen und setzte sich in dieser Funktion bei den britischen Behörden bis 1941 für die Entlassung von inhaftierten deutschen Flüchtlingen aus den Internierungslagern ein. 1940 erhielt er die britische Staatsbürgerschaft.
Zusammen mit dem Gewerkschafter Walter Auerbach und den beiden Journalisten Fritz Eberhard und Hilde Meisel bildete er auch nach der Auflösung des Gillies-Ausschusses einen Diskussionskreis, an dem er bis 1945 aktiv beteiligt war.
Am 7. Oktober 1940 ging der von ihm mitgegründete Sender der europäischen Revolution auf Sendung. Nach dessen Einstellung am 30. April 1942 beteiligte er sich an dem 1943 gegründeten German Educational Reconstruction Committee (G.E.R.). Nach dem Krieg war er für die Briten als Rechtsberater beim Alliierten Kontrollrat für Deutschland tätig.
1962 gehörte er zu den Gründern des „Research Committee on Sociology of Law (RCSL)“, der bisher einzigen internationalen Organisation im Bereich der Rechtssoziologie.
Von 1964 bis 1971 lehrte er als Professor für vergleichendes Recht an der Oxford University und war Fellow am Brasenose College Oxford. Darüber hinaus war er 1965 bis 1968 Mitglied des „Royal Commandments of trade Unions and Employers Association“. Im Laufe seines Lebens erhielt er zahlreiche Auszeichnungen und war Mitglied in verschiedenen juristischen Vereinigungen. 1971 wurde er emeritiert.
Für seine Verdienste im Bereich des Arbeitsrechts wurde er 1976 als Knight Bachelor („Sir“) geadelt. Die University of Cambridge verlieh ihm 1977 die Ehrendoktorwürde. Seit 1965 war er Mitglied (Fellow) der British Academy.

## Schriften
- Das soziale Ideal des Reichsarbeitsgerichts. Bensheimer, Mannheim, Berlin, Leipzig 1931.
- The law of carriage by inland transport. Stevens, London 1939.
- Beiträge zum Neuaufbau des deutschen Arbeitsrechts. Renaissance Publ., Welwyn Garden City 1944.
- The Growth of Internationalism in English Private International Law. 1960
- mit Karl Renner: Die Rechtsinstitute des Privatrechts und ihre soziale Funktion. Fischer, Stuttgart 1965. Übersetzung Elisabeth Kahn-Freund.
- Delictual Liability and the Conflict of Laws. 1968.
- mit Viktor Weidner: Parallelen und Gegensätze im englischen und amerikanischen Privatrecht. Hanstein, Bonn 1970.
- General Problems of Private International Law. 1975.
- Arbeit und Recht. Bund, Köln, Frankfurt am Main 1979. Übersetzung Franz Mestitz.
- Arbeitsbeziehungen. Nomos, Baden-Baden 1981.